# 2021年史丹利盃總決賽
2021年史丹利盃總決賽是由2021年6月28日至7月7日，由國家冰球聯盟舉辦的史丹利盃決賽系列賽。該系列賽參與隊伍分別是蒙特婁加拿大人和衛冕冠軍坦帕灣閃電。在七戰四勝制系列戰中，坦帕灣閃電以4比1的成績贏得這屆史丹利盃。這也是自2009年以來第一次完全在東部時區進行的總決賽。

## 外部連結
- 斯坦利杯®季后賽 （页面存档备份，存于）